# Ԟ (слово ћирилице)
Ԟ ԟ (Ԟ ԟ; искошено: Ԟ ԟ) је слово ћириличног писма. Зове се алеутско К. Настаје од ћириличног слова К (К к) додавањем потеза на горњи дијагонални крак.
Алеутско К је коришћено у писму алеутског језика у 19. веку, где представља безвучни увуларни плозив /q/. Током оживљавања алеутске ћирилице осамдесетих година 20. века она је замењена словом К са куком.

## Рачунарски кодови
| Знак                      | Ԟ                                | Ԟ                                | ԟ                              | ԟ                              |
| ------------------------- | -------------------------------- | -------------------------------- | ------------------------------ | ------------------------------ |
| Назив у Уникоду           | CYRILLIC CAPITAL LETTER ALEUT KA | CYRILLIC CAPITAL LETTER ALEUT KA | CYRILLIC SMALL LETTER ALEUT KA | CYRILLIC SMALL LETTER ALEUT KA |
| Врста кодирања            | децимална                        | хексадецимална                   | децимална                      | хексадецимална                 |
| Уникод                    | 1310                             | U+051E                           | 1311                           | U+051F                         |
| UTF-8                     | 212 158                          | D4 9E                            | 212 159                        | D4 9F                          |
| Нумеричка референца знака | &#1310;                          | &#x51E;                          | &#1311;                        | &#x51F;                        |

## Слична слова
- Ӄ ӄ : Ћириличко слово К са куком / Кукасто К

- К к : Ћириличко слово К